# Fran Paškvalin
Fran Paškvalin (Zágráb, 1984. november 22. –) kétszeres világbajnoki bronz- (2011, 2013) és egyszeres világbajnoki ezüstérmes (2015) horvát válogatott vízilabdázó, az Acquachiara Napoli centere.